# Соната для фортепіано № 21 (Бетховен)
Соната для фортепіано № 21 Л. ван Бетховена до мажор, op. 53, написана в 1803–1804 роках, опублікована 1805 року. Присвячена князю Фердинанду фон Вальдштайну, другу і покровителю композитора. Відома під назвою «Аврора» (через характер початкових тактів, де мовби відтворено образ світанку),  або як  «Вальдштайн-соната» (Waldstein), за прізвищем об'єкта присвяти.
Складається з двох частин:
1. Allegro con brio
2. Introduzione: Adagio molto — Rondo: Allegretto moderato — Prestissimo